# Barwy zamienne
Barwy zamienne lub barwy przemienne jest określeniem opisującym pewien charakterystyczny sposób barwienia figur w herbach. Figury o barwach zamiennych znajdują się w obszarze pól o dwu różnych tynkturach i każda część figur leżąca w granicach pól o jednej barwie posiada drugą barwę pól.

Barwy na przemian w herbie grenlandskiego miasta Qaqortoq
Tynktury na przemian w herbie maltańskiego miasta Żurrieq
Oraz w herbie szwajcarskiego kantonu Valais
A także w herbie niemieckiej gminy Assamstadt